# إليزابيث دودا
إليزابيث دودا (بالبولندية: Elisabeth Duda) هي صحفية وممثلة بولندية، ولدت في 1979 في فرنسا.

## وصلات خارجية
- إليزابيث دودا على موقع IMDb (الإنجليزية)
- إليزابيث دودا على موقع ألو سيني (الفرنسية)
- إليزابيث دودا على موقع قاعدة بيانات الفيلم (الإنجليزية)
- إليزابيث دودا على موقع كينوبويسك (الروسية)